# Carl Maria Kiesel
Carl Maria Kiesel (* 15. August 1903 in Kaiserslautern; † 13. Juli 1971 in Bischofsheim) war ein deutscher Grafiker und Widerstandskämpfer. Nach dem Zweiten Weltkrieg war er zudem Direktor der Pfalzgalerie und u. a. Wiederbegründer der Arbeitsgemeinschaft Pfälzer Künstler.

## Leben und prägende Ereignisse
Carl Maria Kiesel, mit Vornamen auch bekannt als Karl Maria oder Charles Maria sowie bei seinen Werken unter dem Initialen C.M. Kiesel, heiratete vor seiner Emigration nach Frankreich 1935 Hedwig Kiesel, welche an den Folgen ihrer Inhaftierung im südfranzösischen Internierungslager Gurs verstarb. Aus dieser Ehe stammen zwei Kinder, ein weiteres Kind aus seiner zweiten Ehe mit Sophie Kiesel, die er 1947 heiratete. Kiesels dritte Ehefrau war die Schriftstellerin Susanne Faschon. Zu Kiesels bekannten künstlerischen Freundschaften zählen neben vielen anderen Hans Purrmann, Rudolf Levy, Josef Albers, Ludwig Waldschmidt, Will Faber, Hanna Forster sowie der deutsche Kunsthistoriker Gustav Friedrich Hartlaub.
Während seiner Zeit in Mannheim von 1929 bis 1934 arbeitete er neben seiner Tätigkeit als Werbegraphiker als Propagandafachmann. Mit 22 Jahren trat C. M. Kiesel der SPD bei. In der Folge avancierte er ab 1929 zum Stützpunktleiter Ludwigshafen / Mannheim und führenden Mitglied der antifaschistischen Widerstandsgruppe „Neu Beginnen“. 1934 wurde Kiesel vom Volksgerichtshof wegen des Vorwurfs zur Vorbereitung zum Hochverrat gegen den Nationalsozialismus verurteilt und inhaftiert. 1935 flüchtete er mit seiner ersten Ehefrau Hedwig Kiesel ins Exil nach Brüssel, Paris und Südfrankreich, wo seine Ehefrau aus politischen Gründen im Konzentrationslager Gurs inhaftiert wurde. 1940 wurde er mobilisiert als „Prestatair“ in der französischen Armee und im Folgejahr demobilisiert in Montauban. Er lebte dabei in einem Zeitraum von 1940 bis zu seiner Rückkehr nach Deutschland 1945 unter einem falschen Namen in Meauzac.

## Ausbildung und beruflicher Werdegang
Carl Maria Kiesel besuchte von 1909 bis 1919 die Volkshochschule und das Humanistische Gymnasium Kaiserslautern. Zwischen 1919 und 1921 war er bei der Grafischen Abteilung der Landesgewerbeanstalt Kaiserslautern tätig und lernte dort unter Hans Dietrich und Robert Schwend. Gleichzeitig erhielt er eine Ausbildung als Lithograph in Kaiserslautern und Mannheim. Im Zeitraum von 1922 bis 1923 studierte er an der Landeskunstschule in Karlsruhe bei Ernst Würtenberger, dann an der Düsseldorfer Kunstakademie bei Ernst Aufseeser und später an der Kunstgewerbeschule München bei Fritz Helmuth Ehmcke. Von 1925 bis 1934 war er freischaffender Grafiker in Kaiserslautern und Mannheim. Während seiner Emigration in Belgien und Frankreich zwischen 1935 und 1945 arbeitete er als freischaffender Grafiker in Paris, wobei es 1940/41 zur Plünderung der Pariser Wohnung durch die Gestapo kam. Die Aktion führte zum Verlust des gesamten künstlerischen Werkes. Carl Maria Kiesel wurde nach dem Zweiten Weltkrieg die Leitung der Meisterschule für Handwerker übertragen, von 1947 bis 1965 war er Direktor der Pfälzischen Landesgewerbeanstalt und der Pfalzgalerie des Bezirksverbands Pfalz in Kaiserslautern. Parallel zu seiner Berufstätigkeit als Museumsleiter arbeitete Kiesel kontinuierlich als Grafiker und konstruktivistischer Maler weiter.

## Öffentlichkeitsarbeit und Vereinsmitgliedschaften
Carl Maria Kiesel war Initiator vieler internationaler Kunstausstellungen und setzte sich für die Wiederherstellung der Wertschätzung bedeutender und junger Künstler in Deutschland besonders in Rheinland-Pfalz ein, die während der Zeit des Nationalsozialismus verfolgt oder als „entartet“ stigmatisiert worden waren, wie Hans Purrmann und Rudolf Levy. Er hinterließ ein umfangreiches künstlerisches Œuvre im öffentlichen und privaten Besitz.

### Partei-/ Vereinsmitgliedschaften
- 1924-1929 Mitglied der Arbeitsgemeinschaft Pfälzer Kunst[2]
- 1925 Eintritt SPD
- Ab 1929 Führendes Mitglied der antifaschistischen Widerstandsgruppe Neu Beginnen
- 1943-1945 Mitglied der französischen Widerstandsbewegung[3]
- 1945-1965 Leiter der Betreuungsstelle für Opfer des Faschismus in Kaiserslautern
- Ab 1947 engagierte er sich als Stadtrat in Kaiserslautern
- 1947-1965 Mitbegründer der Arbeitsgemeinschaft Pfälzer Künstler und der Vereinigung Pfälzer Kunstfreunde[3]
- Mitglied der Künstlergruppen Neuen Gruppe Rheinland-Pfalz, der Neuen Gruppe München und der „groupe mesure“ in Paris
- 1953 gründete den Pfalzpreises für Bildende Kunst[6][3]

### Preise und Auszeichnungen
- 1927 gewann beim Plakatwettbewerben in Bad Dürkheim[2]

## Werke und Ausstellungskataloge (Auswahl)

### Werke
- 1923 „Der Denker“, 1923. Linolschnitt, 26 × 15,5 cm, Pfalzgalerie Kaiserslautern[2]
- 1925 „Hagelgrund“, 1925, Feder, Tusche, 22,4 × 28,1 cm, Pfalzgalerie Kaiserslautern[2]
- 1925 „Illustration zu Raskolnikow“, 1925, Linolschnitt, 37,5 × 26,8 cm, Pfalzgalerie Kaiserslautern[2]
- 1931 „Der Konflikt“, 1931. Scherenschnitt, aquarelliert, 31,5 × 24,5 cm, Pfalzgalerie Kaiserslautern[2]
- 1931 „Die Kunstspießer“, 1931. Scherenschnitt, aquarelliert, 31 × 24,5 cm, Pfalzgalerie Kaiserslautern[2]
- 1949 „Landschaft“, 1949 Linolschnitt, Japanpapier, 48 × 36,5 cm, Kunstgeschichtliche Sammlung, Institut für Kunstgeschichte und Musikwissenschaft Johannes Gutenberg-Universität Mainz

### Umschlags- und Gebrauchsgraphik (Auswahl)
- 1926 Titelbild von Kiesel für einen illustrierten Katalog aus dem eigenen Verlag des Gewerbemuseums für die Ausstellung von den Werken Albert Weisgerbers[2]
- 1927 Umschlag des Kataloges „Gedächtnisausstellung Becker-Gundahl“ Pfälzische Landesgewerbeanstalt 1927. Umschlagskatalog von Karl Maria Kiesel nach dem Studienkopf von Becker-Gundahl[2]
- 1927 Umschlag des Kataloges „Deutscher Weinbaukongress und deutsche Weinbauausstellung Bad Dürkheim 1927“ Entwurf von Karl Maria Kiesel.[2]

### Ausstellungen (Auswahl)
- 1924-1929 Teilnahme an diversen Ausstellungen[2]
- 1926 Im Freyburgerischen Haus des Kunstvereins Speyer eine Ausstellung “Gebrauchsgraphik” vom Pfälzischen Gewerbemuseum Kaiserslautern[2]
- 1927 Kunstgewerbeausstellung mit Beispielen zur Gebrauchsgrafik von der Abteilung für Gewerbekunst im Pfälzischen Gewerbemuseum Kaiserslautern[2]
- 1932 Sonderausstellung in der Kunsthalle Mannheim[2]
- 1949 Erste Nachkriegsausstellung der neugegründeten APK in der Pfalzgalerie Kaiserslautern[7]
- 1951 Jahresausstellung 1951 der Arbeitsgemeinschaft Pfälzer Künstler mit Gästen aus dem Saargebiet, Kaiserslautern, Pfalzgalerie[8]
- 1952 Verkaufsausstellung 1952 der Künstler von Rheinland-Pfalz, Mainz[9]
- 1956 Kunstausstellung Rheinland-Pfalz und Saar 1956, Malerei, Graphik, Plastik, Koblenz[10]
- 1958 Ausstellung 1958 der Arbeitsgemeinschaft Pfälzer Künstler, Kaiserslautern, Pfälzische Landesgewerbeanstalt[11]
- 1962 APK-Ausstellung 1962 Arbeitsgemeinschaft Pfälzer Künstler, Kaiserslautern, Pfälzische Landeswerbeanstalt[12]
- 1982 Ausstellung in der Pfalzgalerie Kaiserslautern[2]
- 1987 Aufbruch nach 1945 Bildende Kunst in Rheinland-Pfalz 1945–60, Mainz, Landesmuseum[13]

### Ausstellungskataloge (Auswahl)
- Fünf 50-jährige Pfälzer Künstler in der Pfalzgalerie Kaiserslautern. Pfälzische Landesgewerbeanstalt, 25. 11- 24.11.1952.
- Ausstellungskatalog. Krieg. Die Ausstellung „Krieg“ 14.10. – 28.11.1960. Pfälzische Landesgewerbeanstalt Kaiserslautern
- Hans Reichel – Paris alte und neue Arbeiten, Kaiserslautern Schneider 1955
- Ludwig Waldschmidt. 1956 (K)
- Max Beckmann. 1956 (K)
- Der Pfalzpreis für Plastik. 1956 (K)
- Lovis Corinth. 1957 (K)
- Otto Dill zum Gedächtnis. 1957
- Deutsche in Paris. 1958 (K)
- In der Pfalz belichtet. 1958 (K)
- Graphik der Brücke-Künstler. Kaiserslautern 1959
- Das Speyerer Triptychon von Hans Purrmann. 1960
- Krieg. Kaiserslautern Schneider 1960
- Will Faber. Barcelona. Kaiserslautern 1961
- Feri Varga. Gemälde-Gouachen-Graphik-Plastik, Kaiserslautern 1961
- Vogelzug. Gedichte und Grafiken, Susanne Faschon u. C. M. Kiesel. Pfälzische Verlagsanstalt, Landau in der Pfalz, 1984, ISBN 3-87629-056-2.

### Bilder (Auswahl)
- Albert Weisgerber Gedächtnisausstellung 1926
- Landschaft 1949
- Fensterausblick mit Gefäßen in Gelb und Rot 1953
- Möven 1957

## Belege
1. ↑  Ausstellung „100 Jahre APK“ eröffnet, auf bv-pfalz.de
2. 1 2 3 4 5 6 7 8 9 10 11 12 13 14 15 16 17 18 19 20  Daniela Christmann, Die Moderne in der Pfalz: künstlerische Beiträge, Künstlervereinigungen und Kunstförderung in den zwanziger Jahren. Hg. Kehrer, 1999, Heidelberg.
3. 1 2 3 4 5 6 7 8  Ausstellungskatalog Carl Maria Kiesel 1903-1971 Pfalzgalerie Kaiserslautern 19.08.-03.10.1982.
4. ↑  "Neu Beginnen". Abgerufen am 6. Mai 2021.
5. ↑  Widerstand gegen den Nationalsozialismus - Eine Ausstellung von Walter Pahl und Marie-Luise Zürcher. Abgerufen am 6. Mai 2021.
6. ↑  Pfalzpreis für Bildende Kunst – Bezirksverband Pfalz. Abgerufen am 6. Mai 2021.
7. ↑  Ausstellungskatalog 65 Jahre APK 1922/87. Arbeitsgemeinschaft Pfälzer Künstler. Jubiläumsausstellung 1922-1987, 12.Juni bis 12.Juli 1987.
8. ↑  Ausstellungskatalog Jahresausstellung 1951 der Arbeitsgemeinschaft Pfälzer Künstler mit Gästen aus dem Saargebiet, Kaiserslautern, Pfalzgalerie 6.10.-02.11.1951.
9. ↑  Ausstellungskatalog Verkaufsausstellung 1952 der Künstler von Rheinland-Pfalz, Mainz, Landtag, 22.11.-24.12 1952.
10. ↑  Ausstellungskatalog Kunstausstellung Rheinland-Pfalz und Saar 1956, Malerei, Graphik, Plastik, Kob-lenz, Schloss 23.09.-21.10.1956.
11. ↑  Ausstellungskatalog Ausstellung 1958 der Arbeitsgemeinschaft Pfälzer Künstler, Kaiserslautern, Pfälzi-sche Landesgewerbeanstalt.
12. ↑  Ausstellungskatalog APK Ausstellung 1962 Arbeitsgemeinschaft Pfälzer Künstler, Kaiserslautern, Pfälzi-sche Landeswerbeanstalt, 31.03.-02.05.1962, Pirmasens, Messehalle 04.05.-20.05.1962.
13. ↑  Ausstellungskatalog Aufbruch nach 1945 – Bildende Kunst in Rheinland-Pfalz 1945-1960 Landesmuseum Mainz, 11. April bis 31. Mai 1987.

| Personendaten    | Personendaten                             |
| ---------------- | ----------------------------------------- |
| NAME             | Kiesel, Carl Maria                        |
| KURZBESCHREIBUNG | deutscher Grafiker und Widerstandskämpfer |
| GEBURTSDATUM     | 15. August 1903                           |
| GEBURTSORT       | Kaiserslautern                            |
| STERBEDATUM      | 13. Juli 1971                             |
| STERBEORT        | Maintal-Bischofsheim                      |